# Остров (Радогощинское сельское поселение)
Остров — деревня в Ефимовском городском поселении Бокситогорского района Ленинградской области.

## История
ОСТРОВ — деревня Пожарищского общества, прихода Пелушского погоста. 

Крестьянских дворов — 14. Строений — 20, в том числе жилых — 14. Жители занимаются рубкой, возкой и сплавом леса.

Число жителей по приходским сведениям 1879 г.: 34 м. п., 27 ж. п.

В конце XIX — начале XX века деревня административно относилась к Борисовщинской волости 5-го земского участка 3-го стана Тихвинского уезда Новгородской губернии.

ОСТРОВ (ОСТРОВО) — деревня Пожарищского общества, дворов — 15, жилых домов — 15, число жителей: 40 м. п., 45 ж. п.
 
Занятия жителей — земледелие. Река Лидь. Часовня. (1910 год)

С 1917 по 1918 год деревня входила в состав Борисовщинской волости Тихвинского уезда Новгородской губернии. 
С 1918 года, в составе Череповецкой губернии.
С 1927 года, в составе Пожарищенского сельсовета Ефимовского района.
В 1928 году население деревни составляло 106 человек.
По данным 1933 года деревня Остров входила в состав Пожарищенского вепсского национального сельсовета Ефимовского района.
С 1965 года, в составе Бокситогорского района.
По данным 1966 и 1973 годов деревня Остров также входила в состав Пожарищенского сельсовета Бокситогорского района. В 22 км от деревни находился Боровский лесопункт узкоколейной железной дороги Ефимовского лестрансхоза.
По данным 1990 года деревня Остров входила в состав Радогощинского сельсовета.
В 1997 году в деревне Остров Радогощинской волости проживали 4 человека, в 2002 году — 3 человека (русские — 33 %, вепсы — 67 %).
В 2007, 2010 и 2015 годах в деревне Остров Радогощинского СП не было постоянного населения.
В мае 2019 года Радогощинское сельское поселение вошло в состав Ефимовского городского поселения.

## География
Деревня расположена в северо-восточной части района к западу от автодороги 41К-038 (Радогощь — Пелуши).
Расстояние до деревни Радогощь — 9 км.
Деревня находится на восточном берегу Островского озера и левом берегу реки Лидь.

## Демография
| 1997 | 2002 | 2007 | 2010 | 2017 |
| ---- | ---- | ---- | ---- | ---- |
| 4    | ↘3   | ↘0   | →0   | →0   |